# Psary (gromada w powiecie opoczyńskim)
Psary – dawna gromada, czyli najmniejsza jednostka podziału terytorialnego Polskiej Rzeczypospolitej Ludowej w latach 1954–1972.
Gromady, z gromadzkimi radami narodowymi (GRN) jako organami władzy najniższego stopnia na wsi, funkcjonowały od reformy reorganizującej administrację wiejską przeprowadzonej jesienią 1954 do momentu ich zniesienia z dniem 1 stycznia 1973, tym samym wypierając organizację gminną w latach 1954–1972.
Gromadę Psary z siedzibą GRN w Psarach utworzono – jako jedną z 8759 gromad na obszarze Polski – w powiecie opoczyńskim w woj. kieleckim, na mocy uchwały nr 13g/54 WRN w Kielcach z dnia 29 września 1954. W skład jednostki weszły obszary dotychczasowych gromad Psary, Dąbrowa, Popławy wieś i Popławy kolonia ze zniesionej gminy Janków w tymże powiecie. Dla gromady ustalono 11 członków gromadzkiej rady narodowej.
Gromadę zniesiono 31 grudnia 1959, a jej obszar włączono do gromad Prymusowa Wola (wsie Dąbrowa i Janków, kolonie Psary, Huta i Prymusowa Wola A oraz osadę Bolesławów Jankowski), Sławno (wieś Popławy) i Paradyż (kolonię Popławy).